# 澄照乡
澄照乡，是中华人民共和国浙江省丽水市景宁畲族自治县下辖的一个乡镇级行政单位。

## 行政区划
澄照乡下辖以下地区：
三石村、金丘村、四格村、东畔村、东升村、米岩山村、漈头村、张后山村、仙山村、炉西岭村、东岱村、白沙岱村、梅枫村、朱坑村和朱排村。